# Karl Dietrich Hüllmann

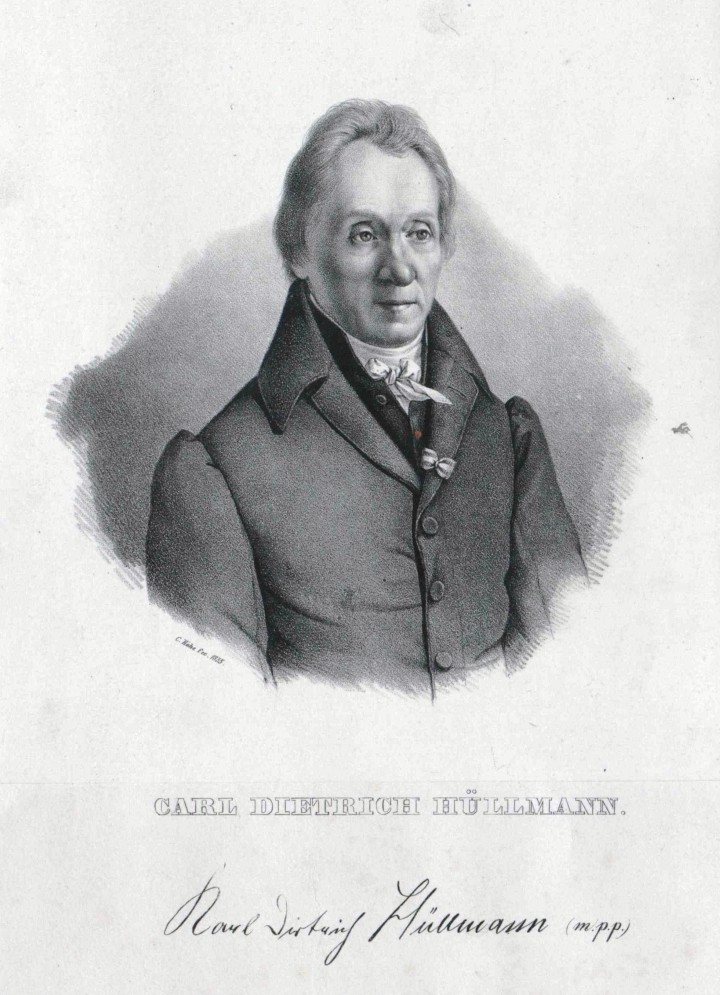
Karl Dietrich Hüllmann

 Karl Dietrich Hüllmann  (* 10. September 1765 in Erdeborn, heute im Landkreis Mansfeld-Südharz; † 4. März 1846 in Bonn) war ein deutscher Historiker und Hochschullehrer.

## Leben
Hüllmann besuchte das Martin-Luther-Gymnasium Eisleben und studierte an der Friedrichs-Universität Halle. Ab 1786 leitete er eine Handelsschule in Bremen. 1792 wurde er Lehrer an der Schule vom Kloster Berge, dann an der Realschule in Berlin.
An der Brandenburgischen Universität Frankfurt habilitierte er sich 1795 für Geschichte. 1797 wurde er zum Professor ernannt. 1807 wurde er zum korrespondierenden Mitglied der Göttinger Akademie der Wissenschaften gewählt. 1808 wechselte er an die Albertus-Universität Königsberg. Er leitete die Königliche Deutsche Gesellschaft (Königsberg), fühlte sich aber in der Haupt- und Residenzstadt des Königreichs Preußen nicht wohl. In der Zeit der preußischen Bildungsreform war er Mitglied und zeitweise Direktor der Wissenschaftlichen Deputation in Königsberg, die das Bildungswesen im Sinne des Neuhumanismus umgestalten sollte.
Den Ruf der Ruprecht-Karls-Universität Heidelberg lehnte er nur deshalb ab, weil ihm das Preußische Ministerium der geistlichen, Unterrichts- und Medizinalangelegenheiten 1818 den Lehrstuhl der neu errichteten Rheinischen Friedrich-Wilhelms-Universität Bonn zugesagt hatte. 1818/19 war er der erste Rektor der Bonner Universität.
Von seinen Schriften ist das Hauptwerk Das Städtewesen des Mittelalters hervorzuheben.
Hüllmann liegt auf dem Alten Friedhof in Bonn begraben.

## Schriften
- Historisch-etymologischer Versuch über den Keltisch-Germanischen Volksstamm Lange, Berlin 1798, (Digitalisat).
- Historische und staatswissenschaftliche Untersuchungen über die Natural-Dienste der Gutsunterthanen, nach Fränkisch-Deutscher Verfassung; und die Verwandlung derselben in Geld-Dienste. Nicolai, Berlin u. a. 1803, (Digitalisat).
- Deutsche Finanz-Geschichte des Mittelalters. Frölich, Berlin 1805, (Digitalisat; dazu: Geschichte des Ursprungs der Regalien in Deutschland. Akademische Buchhandlung, Frankfurt an der Oder 1806, Digitalisat).
- Geschichte des Ursprungs der Stände in Deutschland. 3 Theile. Akademische Buchhandlung, Frankfurt an der Oder 1806–1808, (Digitalisat Bd. 1; Digitalisat Bd. 2; Digitalisat Bd. 3).
- Geschichte der Domainen-Benutzung in Deutschland. = Historische Preisschrift über die Domainen-Benutzung in Deutschland. Akademische Buchhandlung, Frankfurt an der Oder 1807, (Digitalisat).
- Geschichte des Byzantinischen Handels bis zum Ende der Kreutzzüge. Akademische Buchhandlung, Frankfurt an der Oder 1808, (Digitalisat).
- Ursprünge der Besteuerung. Dumont und Bachem, Köln 1818, (Digitalisat).
- Staatsrecht des Alterthums. Bachem, Köln 1820, (Digitalisat).
- Städtewesen des Mittelalters. 4 Theile (Tl. 1: Kunstfleis und Handel. Tl. 2: Grundverfassung. Tl. 3: Gemeinheitsverfassung. Tl. 4: Bürgerleben.). Marcus, Bonn 1826–1829, (Digitalisat Bd. 1; Digitalisat Bd. 2; Digitalisat Bd. 3; Digitalisat Bd. 4).
- Ursprünge der Kirchenverfassung des Mittelalters. Marcus, Bonn 1831, (Digitalisat).
- Römische Grundverfassung. Marcus, Bonn 1832, (Digitalisat).
- Staatsverfassung der Israeliten. Brockhaus, Leipzig 1834, (Digitalisat).
- Handelsgeschichte der Griechen. Marcus, Bonn 1839, (Digitalisat).
- Griechische Denkwürdigkeiten. Marcus, Bonn 1840, (Digitalisat).
- Geschichte des Ursprungs der deutschen Fürstenwürde. Marcus, Bonn 1842, (Digitalisat).